# Aeroportul Unalakleet
Aeroportul Unalakleet (IATA: UNK, ICAO: PAUN, FAA LID: UNK) este un aeroport din Alaska, Statele Unite ale Americii ce deservește zona Unalakleet⁠(d). Aeroportul a fost tranzitat în 2019 de 31.822 de pasageri. A fost numit după zona deservită.
Situat la o altitudine de 6 m, aeroportul dispune de 2 piste. Este operat de Alaska Department of Transportation & Public Facilities⁠(d).

## Infrastructură

### Piste
Aeroportul dispune de 2 piste. Pista 08/26 are suprafața de asfalt și dimensiunile 1.900 picioare × 75 picioare. Pista 15/33 are suprafața de asfalt și dimensiunile 5.900 picioare × 150 picioare. 